# Shao Jieni
Shao Jieni (Anshan, China, 25 de enero de 1994) es una deportista portuguesa de origen chino que compite en tenis de mesa, en la modalidad individual. En los Juegos Europeos de Cracovia 2023 consiguió una medalla de bronce en la prueba de equipo.

## Palmarés internacional
| Juegos Europeos | Juegos Europeos    | Juegos Europeos   | Juegos Europeos |
| Año             | Lugar              | Medalla           | Prueba          |
| --------------- | ------------------ | ----------------- | --------------- |
| 2023            | Cracovia (Polonia) | Medalla de bronce | Equipo          |